# Anastazja Romanowa (1901–1918)
Anastazja Nikołajewna Romanowa (Wielikaja Kniażna Anastasija Nikołajewna Romanowa, ros. Великая Княжна Анастасия Николаевна Романова, ur. 5 czerwca?/18 czerwca 1901 w Peterhofie, zm. 17 lipca 1918 w Jekaterynburgu) – wielka księżniczka Rosji, najmłodsza córka cara Mikołaja II, ostatniego władcy Imperium Rosyjskiego, i jego żony Aleksandry Fiodorowny.
Anastazja była młodszą siostrą wielkiej księżniczki Olgi, wielkiej księżniczki Tatiany i wielkiej księżniczki Marii, i starszą siostrą Aleksieja Nikołajewicza, rosyjskiego carewicza. Została zamordowana razem z rodziną 17 lipca 1918 roku przez WCzK.

## Przypuszczenia
Od jej śmierci krążyły plotki o jej rzekomej ucieczce, podsycane faktem, że miejsce jej pochówku nie było znane przez dziesięciolecia rządów komunistów. W masowym grobie koło Jekaterynburga w 1991 roku odkryto szczątki cara, jego żony i trzech córek, ale ciał Aleksieja Nikołajewicza i jednej z jego sióstr – Anastazji lub jej starszej siostry Marii – tam nie odnaleziono.
Teza, jakoby miała przeżyć, została całkowicie obalona. W styczniu 2008 roku rosyjscy naukowcy ogłosili, że zwęglone szczątki młodego chłopca i młodej kobiety znaleziono niedaleko Jekaterynburga w sierpniu 2007 roku, należały najprawdopodobniej do trzynastoletniego carewicza i jednej z Romanowych wielkich księżniczek. Rosyjscy naukowcy zajmujący się medycyną sądową 30 kwietnia 2008 potwierdzili, że należały one do carewicza Aleksieja i jednej z jego czterech sióstr. W marcu 2008 roku ostateczne wyniki badań DNA zostały opublikowane przez dr Michaela Coble’a z Amerykańskiego Laboratorium Sił Zbrojnych Identyfikującego DNA, potwierdzając raz na zawsze, że szczątki wszystkich czterech wielkich księżniczek zostały sklasyfikowane i żadna nie uciekła.
Kilka kobiet fałszywie utrzymywało, że są Anastazją, najbardziej znaną z nich była Anna Anderson. Ciało Anderson zostało skremowane po jej śmierci w 1984, ale badania DNA w 1994, przeprowadzone na dostępnych kawałkach tkanek i włosów Anderson nie wykazały związków DNA z carską rodziną.

## Życiorys

### Życie i dzieciństwo

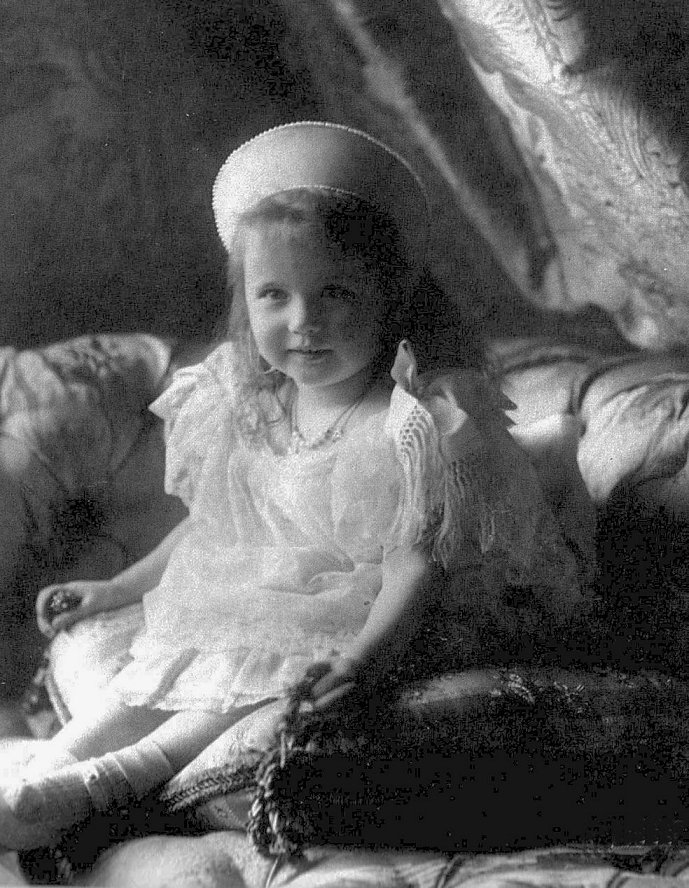
Wielka księżniczka Anastazja w 1904

Kiedy Anastazja się urodziła, jej rodzice i dalsi krewni byli zawiedzeni, że mają czwartą córkę, ponieważ chcieli syna, który mógłby być następcą tronu. Car Mikołaj II wyszedł na długi spacer, by poukładać sobie myśli, zanim po raz pierwszy odwiedził carycę Aleksandrę i nowo narodzoną Anastazję. Jej imię znaczy między innymi „łamacz łańcuchów” lub „otwieracz więzień”. Czwarta wielka księżniczka otrzymała swoje imię, ponieważ, dla uczczenia jej narodzin jej ojciec przeprosił i przebaczył studentom, którzy poprzedniej zimy zostali uwięzieni za udział w zamieszkach w Sankt Petersburgu. Jej imię oznacza też „zmartwychwstanie”, a ten fakt często odwoływał się do późniejszych opowieści o jej przeżyciu. Tytuł Anastazji jest przeważnie tłumaczony jako „wielka księżniczka”, a oznacza to, że Anastazja była „Cesarską Wysokością”. Była wyższa rangą od innych księżniczek, córek monarchów w Europie, które były „Królewskimi Wysokościami”.

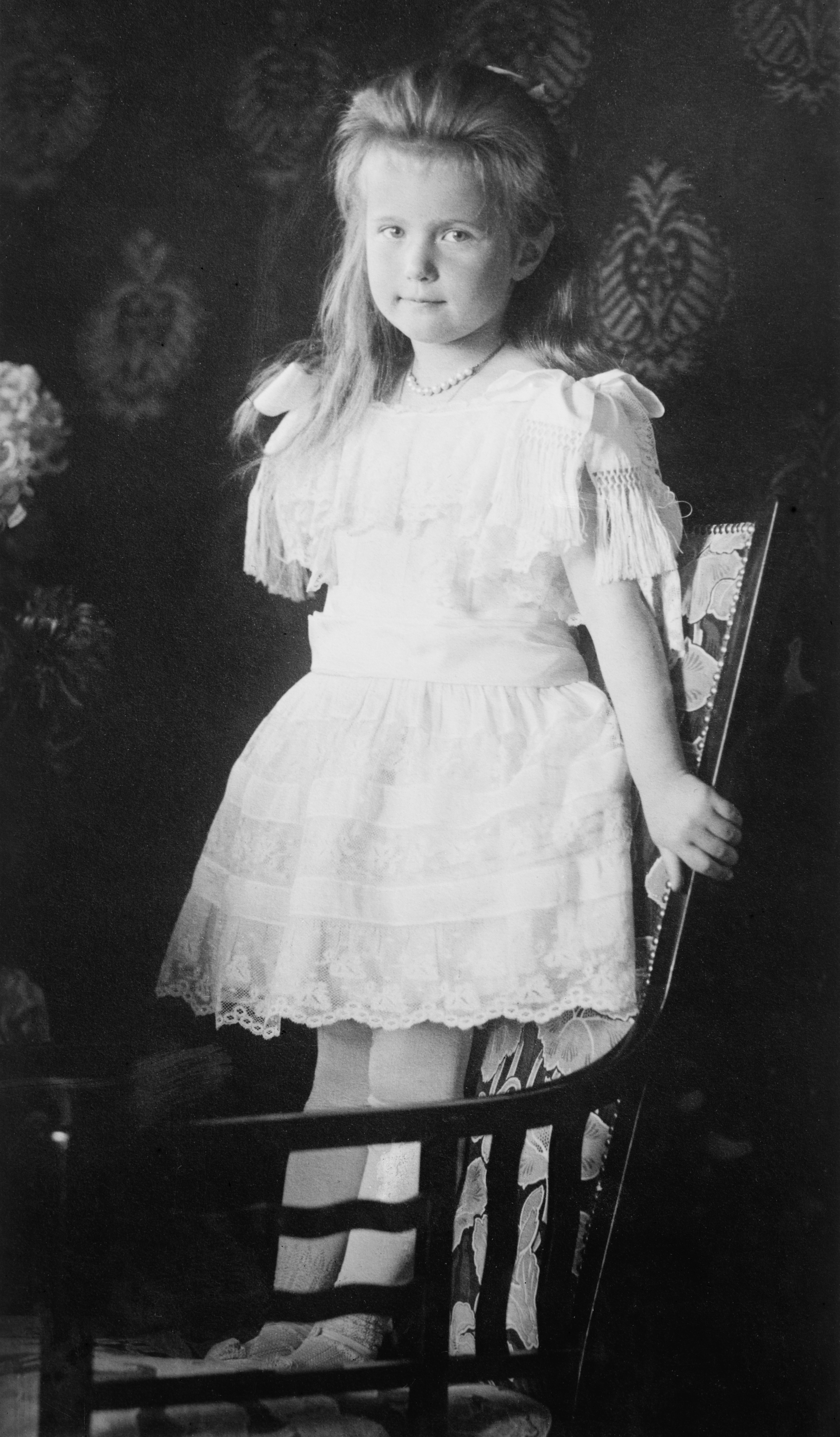
Wielka księżniczka Anastazja na formalnym portrecie wykonanym w 1906

Wychowanie dzieci carskich było surowe. Spały na twardych pryczach bez poduszek, z wyjątkiem sytuacji, gdy były chore. Brały zimne kąpiele rano i były przyzwyczajone do tego, że oczekuje się od nich czystości w pokojach. W chwilach wolnych od innych zajęć wykonywały robótki ręczne, które miały być sprzedawane na różnych akcjach charytatywnych. Domownicy, łącznie ze służącymi, zwracali się do wielkiej księżnej, używając jej pierwszego imienia i patronimu – Anastazja Nikołajewna – nie używano tytułu „Jej Cesarska Wysokość”. Okazjonalnie była nazywana francuską formą jej imienia, Anastasie, albo rosyjskimi zdrobnieniami: Nastja, Nastas albo Nasteńka. Inne rodzinne przezwiska wielkiej księżnej Anastazji brzmiały: Malenkaja lub Szwybzyk (rosyjskie słowo oznaczające diabełka, chochlika). Miała zniekształconą lewą stopę, podobnie jak jedna z kobiet podających się za nią, Anna Anderson.
Dopasowując się do swoich pseudonimów, mała Anastazja wyrosła na żywe i energiczne dziecko, krótko opisane jako skłonne do tycia, z błękitnymi oczami i włosami w kolorze rudo-blond. Margaretta Eagar, guwernantka czterech wielkich księżniczek, powiedziała, że pewien człowiek stwierdził, iż mała Anastazja miała największy osobisty urok ze wszystkich dzieci, które kiedykolwiek widział.
Chociaż często była opisywana jako utalentowana i bystra, ona nigdy nie przejmowała się ograniczeniami w klasach, które wprowadzali jej nauczyciele, Pierre Gilliard i Sydney Gibbes. Gibbes, Gilliard i damy dworu Lili Dehn i Anna Wyrubowa opisywały Anastazję jako żywą, złośliwą i utalentowaną aktorkę. Jej ostre, dowcipne uwagi czasem trafiały w czułe punkty.

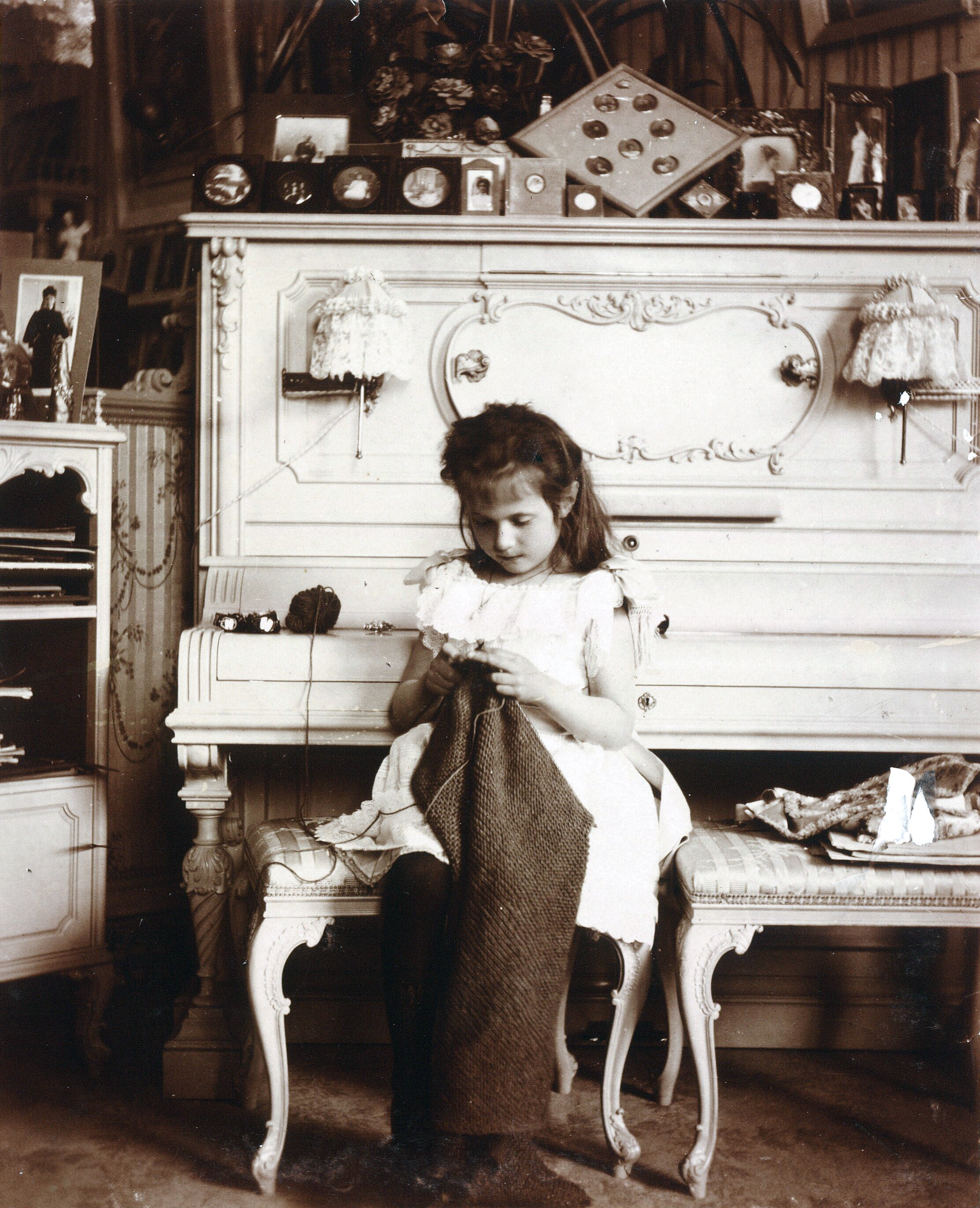
Wielka księżniczka Anastazja robiąca na drutach w buduarze swojej matki

Brawura Anastazji czasem przekraczała granice dopuszczalnych zachowań. „Ona bez wątpienia pobiła rekord w czynach karalnych w swojej rodzinie, w nieposłuszeństwie była prawdziwym geniuszem”, powiedział Gleb Botkin, syn nadwornego lekarza Jewgienija Botkina, który później został zamordowany wraz z rodziną carską w Jekaterynburgu. Anastazja czasami podkładała nogi służącym i bawiła się, psocąc nauczycielom. Jako dziecko wspinała się na drzewa i odmawiała zejścia na dół. Kiedyś, podczas bitwy na śnieżki, w rodzinnym polskim majątku, w Spale, Anastazja włożyła kamień do śnieżki i rzuciła nią w swoją starszą siostrę Tatianę, przewracając ją na ziemię. Dalsza kuzynka, księżniczka Nina Gieorgijewna Romanowa, powtórzyła, że „Anastazja była paskudna pod względem bycia złym” i mogła oszukiwać, kopać i podstawiać nogi swoim rówieśnikom podczas gry; była zazdrosna, bo młodsza Nina była wyższa niż ona. Również mniej przejmowała się swoim wyglądem niż siostry. Hallie Erminie Rives, amerykańska autorka bestsellerów i żona amerykańskiego dyplomaty, opisała, jak dziesięcioletnia Anastazja zjadła czekoladę, nie zadając sobie trudu zdjęcia swoich długich, białych operowych rękawiczek w sankt petersburskiej operze.

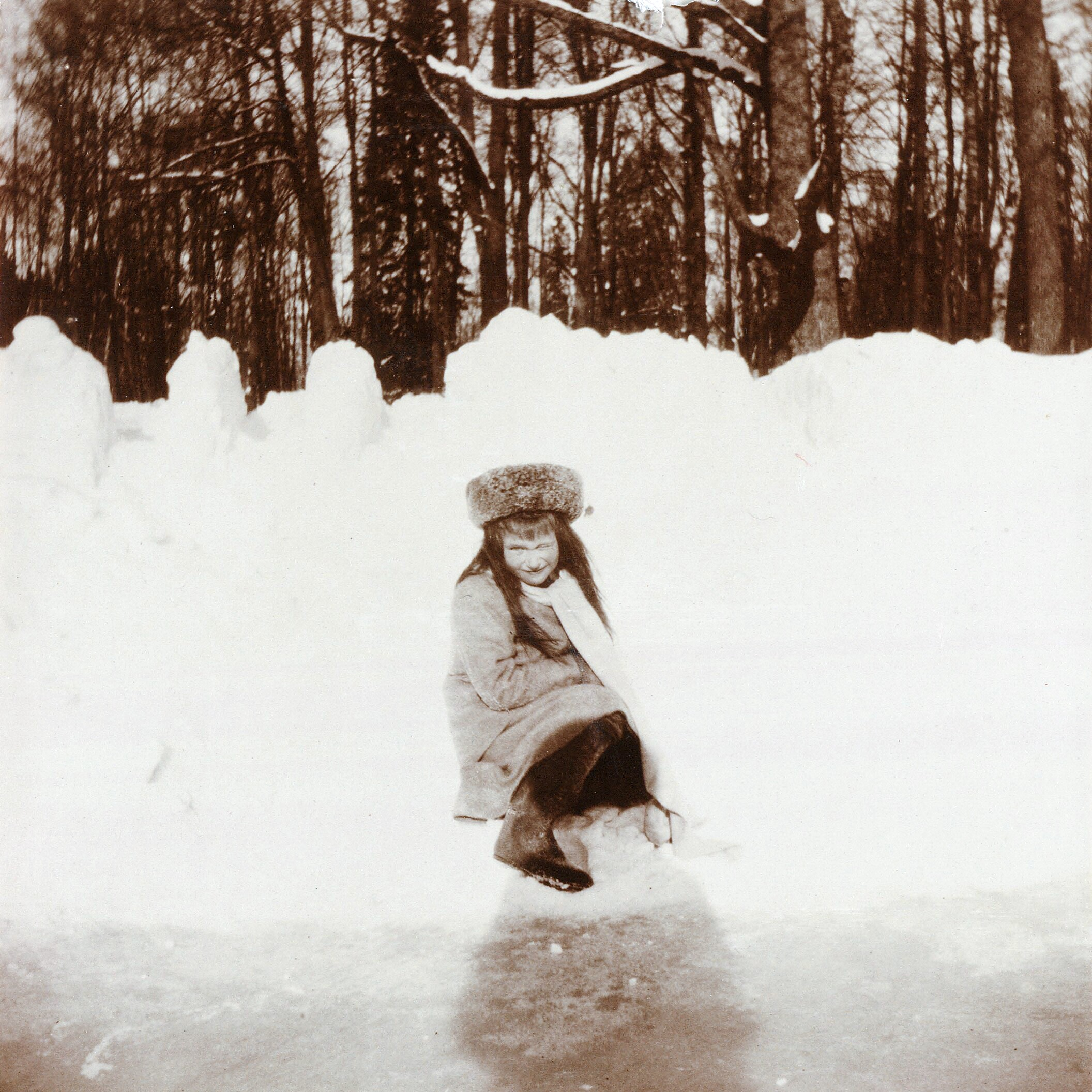
Wielka księżniczka Anastazja bawiąca się na dworze w Carskim Siole około 1910

Anastazja i jej starsza siostra Maria wśród rodziny były znane jako „Mała Para”. Dwie dziewczynki dzieliły pokój, często ubierane były w takie same sukienki i spędzały dużo czasu razem. Ich starsze siostry, Olga i Tatiana, również dzieliły pokój i znane były jako „Wielka Para”. Cztery dziewczynki czasami podpisywały listy używając pseudonimu „OTMA”, który był utworzony od pierwszych liter ich pierwszych imion.
Mimo energii, zdrowie fizyczne Anastazji czasami było słabe. Wielka księżniczka cierpiała z powodu bolesnego stanu hallux valgus (koślawości palucha), który miał wpływ na oba jej duże palce. Anastazja miała słabe mięśnie pleców i został jej przepisany masaż dwa razy w tygodniu. Ukrywała się pod łóżkiem lub w kredensie, żeby go opuścić. Według jej ciotki ze strony ojca, wielkiej księżniczki Olgi Aleksandrowny, która była później zapytana o jej życie, starsza siostra Anastazji, Maria, podobno dostała krwotoku w grudniu 1914, podczas operacji usuwania migdałków. Lekarz prowadzący operację tak się denerwował, że musiał poprosić o kontynuowanie matkę Marii, carycę Aleksandrę. Olga Aleksandrowna powiedziała, że wierzy, iż jej wszystkie cztery siostrzenice krwawią obficiej niż normalnie, i wierzy, iż posiadają gen hemofilii, jak ich matka. Objawami u nosicielek genu, które same nie są hemofilikami, mogą być symptomy hemofilii, czyli niższy od normalnego czynnik krzepliwości krwi, który może prowadzić do krwotoku. Badania DNA na szczątkach carskiej rodziny w 2009 roku wykazały, że Aleksiej cierpiał na Hemofilię B, rzadszą postać choroby. Jego matka i jedna z sióstr, zidentyfikowana przez Rosjan jako Anastazja, a przez Amerykanów jako Maria, były nosicielkami. Potencjalnie Anastazja mogłaby przenieść chorobę, jeśli przeżyłaby, by mieć dzieci. Anastazja, jak cała jej rodzina, hołubiła długo oczekiwanego carewicza Aleksieja, lub „Małego”, który doświadczał częstych ataków hemofilii i kilka razy był bliski śmierci.

### Znajomość z Grigorijem Rasputinem

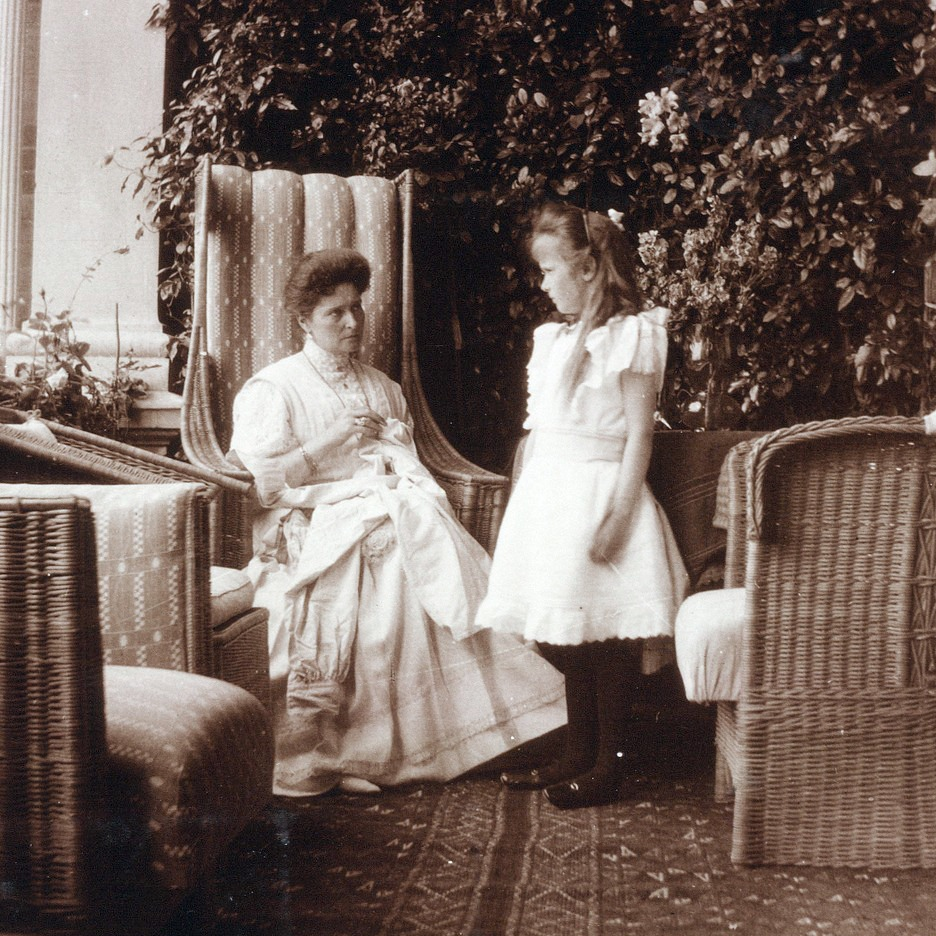
Wielka księżniczka Anastazja ze swoją matką, carycą Aleksandrą, około 1908

Jej matka radziła się rosyjskiego chłopa, Grigorija Rasputina, nazywanego „świętym człowiekiem” i wielokrotnie modlącego się za chorego carewicza. Anastazja i jej rodzeństwo nazywali Rasputina „Naszym Przyjacielem” i zwierzali mu się. Jesienią 1907 roku ciotka Anastazji, wielka księżniczka Olga Aleksandrowna została zaproszona przez cara, by poznać Rasputina. Anastazja, jej siostry i brat Aleksiej, wszyscy mieli na sobie swoje długie, białe koszule nocne.
„Wszystkie dzieci zdawały się go lubić”, powiedziała Olga Aleksandrowna. „Czuły się przy nim naprawdę swobodnie”. Przyjaźń Rasputina z carskimi dziećmi widoczna była w niektórych listach, które im posyłał. W lutym 1909 Rasputin wysłał carskim dzieciom telegram, doradzając im w nim „Kochać całą Boską naturę, wszystkie Jego twory, szczególnie te ziemskie. Matka Boża zawsze zajmowała się kwiatami i haftowaniem”.

## Film
Na podstawie życia Anastazji nakręcono dramat dramatyczny Anastazja (1956, reż. Anatole Litvak) z Ingrid Bergman i Yulem Brynnerem oraz film animowany pt. Anastazja z 1997 roku.